# 無名戦士の墓 (イギリス)
イギリスの無名戦士の墓（むめいせんしのはか、英語: The Tomb of the Unknown Warrior）は、第一次世界大戦中に戦死した同国の身元不明の兵士を埋葬している。 
彼は1920年11月11日にロンドンのウェストミンスター寺院に埋葬されたが、同時にフランスのエトワール凱旋門にも無名戦士が埋葬されたため、両墓は第一次世界大戦の身元不明の戦士を顕彰する最初の墓となった。これは無名戦士の墓の初の事例である。
公的には、被葬者が陸海空軍のいずれかの所属者であり、そうした理由により墓の名称も「兵士」ではなく「戦士」とされ、かつ当時のイギリス帝国のいずれかの地域の出身者であるとされた。しかし、国立陸軍博物館の記述によれば、イギリス政府は被葬者が陸軍兵士であり、かつイギリス帝国の自治領ではないブリテン諸島の出身者である可能性が高い事を確認していたという。

## 無名戦士の墓の歴史

### 起源

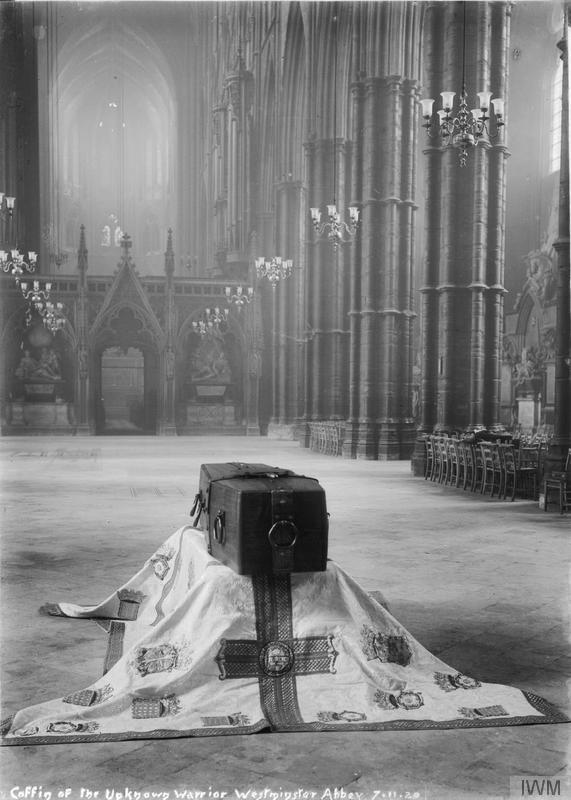
ウェストミンスター寺院で埋葬前の無名戦士の棺、1920年

無名戦士の墓は、1916年にデビッド・レイルトン牧師によって最初に着想された。彼は西部戦線で従軍牧師として活動していた時、鉛筆で「無名のイギリス兵」と書かれた粗い十字架の墓を見かけた。
彼は1920年にウェストミンスター寺院の首席司祭に、フランスの戦場にいた身元不明のイギリス兵を、何十万人もの帝国の死者を代表して、ウェストミンスター寺院の「王たちの間に」正当な儀式をもって埋葬する事を提案する手紙を書いた。この着想は首席司祭と首相デビッド・ロイド・ジョージによって強く支持された。

### 選定、到着と儀式

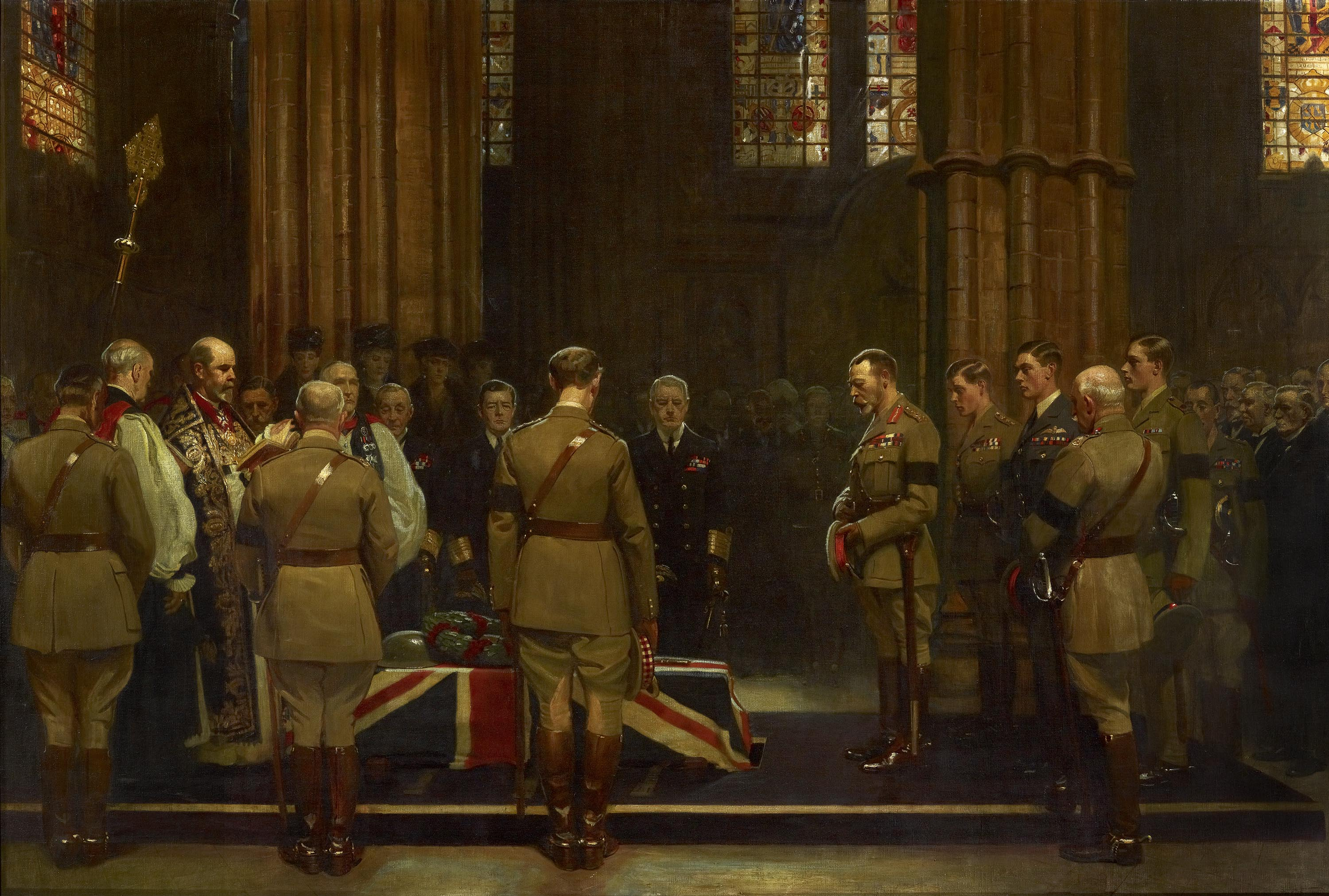
ジョージ5世が出席したウェストミンスター寺院の「無名戦士」の埋葬、1920年

遺体の手配はケドルストンの初代カーゾン侯爵に委ねられ、礼拝と場所の準備を行った。相応しい遺体は様々な戦場から掘り出され、1920年11月7日の夜、フランスのアラス近郊にあるサン・ポル＝シュル・テルノワーズの礼拝堂に運ばれた。遺体はジョージ・ケンダル牧師に迎えられた。墓地登録調査局のL・J・ワイアット准将とE・A・S・ゲル中佐は、単独で礼拝堂に入った。その後、遺体はそれぞれユニオン・フラッグに覆われた4つの普通の棺に入れられた。2人の将校はどの戦場から戦士が来たのか知らなかった。ワイアット准将は目を閉じ、棺の一つに手を置いた。他の戦士たちは再埋葬されるためにケンダルによって連れ去られた。
その後、無名戦士の棺は礼拝堂に一晩安置され、11月8日の午後、警備下で移送され、ケンダルの護衛のもと、軍勢とともに、シュトゥ・ポルからブーローニュの古城内にある中世の城までのルートに沿って移動した。この日のために、城の書斎はシャペル・アルデンテへと姿を変え、レジオンドヌール勲章を授与されたばかりのフランス第8歩兵連隊の中隊 が一晩見張りに立った。
翌朝、2人の葬儀屋が城の書斎に入り、棺をハンプトン・コート宮殿の樫の木の材木で作った棺に入れた。 棺には鉄の帯が付けられ、国王ジョージ5世が王室のコレクションから個人的に選んだ中世の十字軍の剣が上部に取り付けられ、「王と国家のために1914年から1918年にかけての第一次世界大戦で倒れたイギリスの戦士」という碑文が刻まれた鉄の盾が頭上に置かれていた。
棺は6頭の黒馬によって引かれたフランス軍の馬車に乗せられた。午前10時30分、ブーローニュのすべての教会の鐘が鳴り響き、フランス騎兵隊のトランペットとフランス歩兵隊のビューグルがオー・シャン（フランスのラスト・ポスト）を奏でた。その後、地元の1000人の学童たちが先導し、フランス軍の分隊が護衛する1マイルに及ぶ行列は、港に向かって下っていった。
棺が駆逐艦ヴェルダンの通路に運ばれる前に、岸壁でフェルディナン・フォッシュ元帥は敬礼し、ボートスワインズ・コールとともに乗船した。ヴェルダンは正午前に停泊し、6隻の戦艦の護衛と合流した。 棺を積んだ船団がドーヴァー城に近づくと、元帥級の礼砲19発で迎えられた。棺は11月10日に西部ドックのドーヴァー海洋鉄道駅に上陸した。無名戦士の遺体は、以前、イーディス・キャヴェルとチャールズ・フライアットの遺体を運んだサウスイースタン・アンド・チャタム鉄道のジェネラル・ユーティリティ・バンNo.132でロンドンに運ばれた。
この貨車はケント・アンド・イースト・サセックス鉄道によって保存されている。

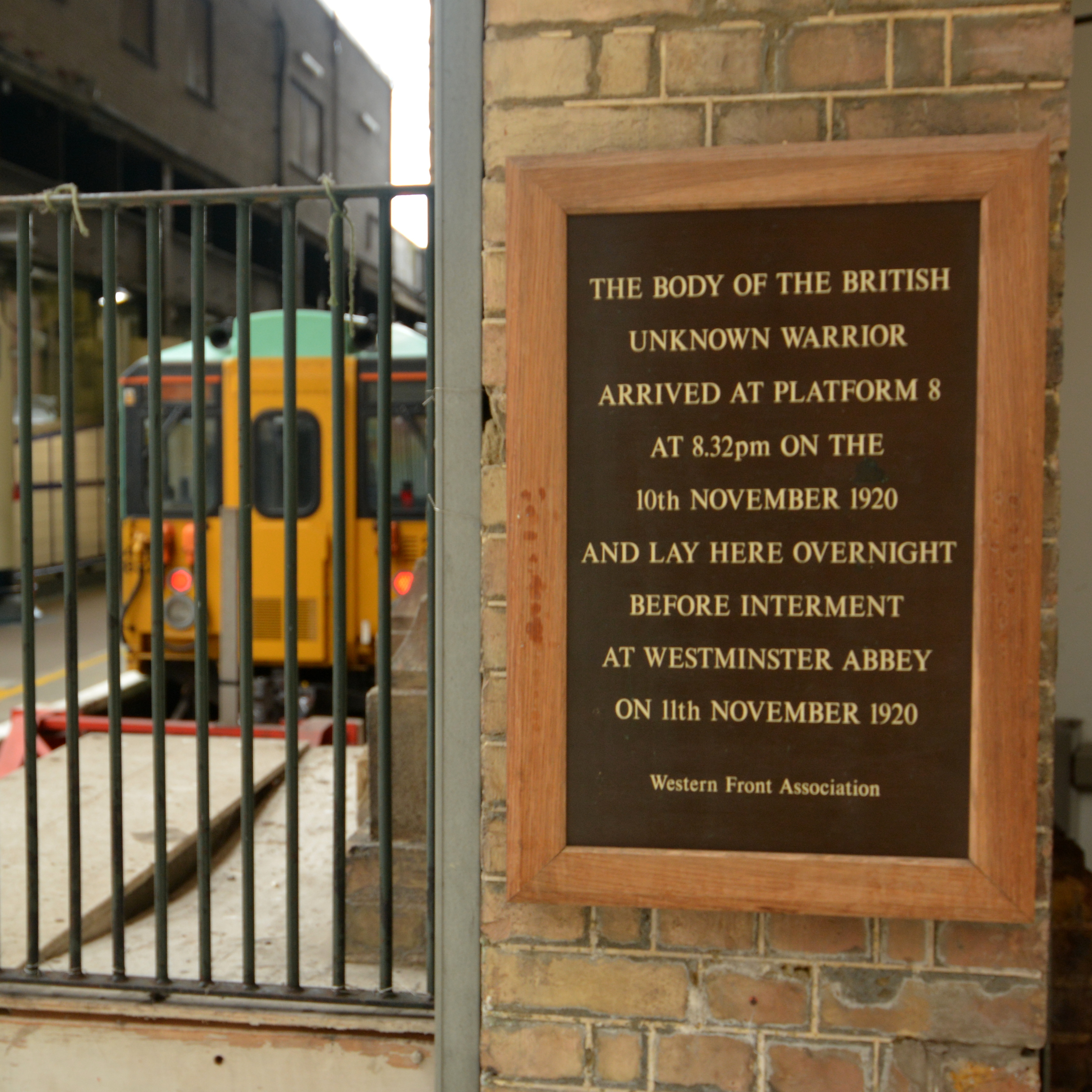
無名戦士がウェストミンスター寺院に向かう前の一晩安置された事を示すヴィクトリア駅8番線の銘板

列車はヴィクトリア駅に向かい、その日の夜8時32分に8番線に到着し、一晩安置された。 ヴィクトリア駅にはその位置を示す銘板があり、毎年11月10日には、西部戦線協会が主催する小さな追悼式が8番線と9番線の間で行われる。
1920年11月11日の朝、棺は王立騎馬砲兵（N Battery RHA）の砲車に載せられ、6頭の馬によって巨大で静かな群衆の中を進んだ。葬列が出発すると、ハイド・パークではさらに陸軍元帥の敬礼が行われた。 その後のルートはハイド・パーク・コーナー、ザ・モール、そして「象徴的な空の墓」 であるセノタフが国王ジョージ5世によって除幕されたホワイトホールへと続く。葬列はその後、国王、王族、国務大臣らと共にウェストミンスター寺院へと向かい、棺はヴィクトリア十字章の受章者100人の衛兵に囲まれて寺院の西身廊へと運ばれた。
主賓は約100人の女性グループであった。 彼女たちが選ばれた理由は、戦争で夫と息子をすべて失ったためであった。 "参観を申し込んだ人は皆場所を得た" 。
その後、棺は絹で覆われ、身廊の西端、入り口からわずか数フィートのところに、主要な戦場から運ばれた土と共に埋葬された。何万人もの弔問客が静かに通り過ぎる中、軍人たちが見張りをしていた。この儀式はこれまで知られていなかった規模の集団的な服喪のカタルシスとして機能したようである。
墓の上にはベルギー産の黒大理石の石（寺院内で唯一、歩行が禁止されている墓石）が置かれ、ウェストミンスター首席司祭ハーバート・エドワード・ライルが起草したエピタフが戦時中の弾薬を溶かして作った真鍮で刻まれている。
| BENEATH THIS STONE RESTS THE BODY OF A BRITISH WARRIOR UNKNOWN BY NAME OR RANK BROUGHT FROM FRANCE TO LIE AMONG THE MOST ILLUSTRIOUS OF THE LAND AND BURIED HERE ON ARMISTICE DAY 11 NOV 1920, IN THE PRESENCE OF HIS MAJESTY KING GEORGE V HIS MINISTERS OF STATE THE CHIEFS OF HIS FORCES AND A VAST CONCOURSE OF THE NATION THUS ARE COMMEMORATED THE MANY MULTITUDES WHO DURING THE GREAT WAR OF 1914 - 1918 GAVE THE MOST THAT MAN CAN GIVE LIFE ITSELF FOR GOD FOR KING AND COUNTRY FOR LOVED ONES HOME AND EMPIRE FOR THE SACRED CAUSE OF JUSTICE AND THE FREEDOM OF THE WORLD THEY BURIED HIM AMONG THE KINGS BECAUSE HE HAD DONE GOOD TOWARD GOD AND TOWARD HIS HOUSE | この石の下にイギリス軍戦士の遺体が 安置されている 名前も階級もわからない フランスから運ばれてきた この地で最も輝かしい者は戦勝記念日に ここに埋葬された 1920年11月11日 ジョージ5世国王陛下 彼の国務大臣たち 彼の軍の指揮官たち そして、広大な国の人々の前で このようにして多くのことが記憶されている 多くの人々は1914年-1918年の大戦役中 そのほとんどを与えた 人は命を与えることができる 神のために 王と国家のために 愛する人の家と帝国のために 正義の神聖な大義のために そして 世界の自由のために 彼らは彼を王たちの間に葬った なぜなら彼は神と彼の家のために善行 を成したからである |

主碑文の四方を、新約聖書から引用された4つの文言が囲んでいる。
| THE LORD KNOWETH THEM THAT ARE HIS (上 2 Timothy 2:19) UNKNOWN AND YET WELL KNOWN, DYING AND BEHOLD WE LIVE (右 2 Corinthians 6:9) GREATER LOVE HATH NO MAN THAN THIS (左 John 15:13) IN CHRIST SHALL ALL BE MADE ALIVE (下 1 Corinthians 15:22) | 主は自分の者である者達を知っておられる(上 テモテへの第二の手紙 2:19) 知られていないがよく知られている、死んでも見よ、私たちは生きている(右 コリント人への第二の手紙 6:9) これに勝る愛は人にない (左 ヨハネによる福音書 15:13) キリストにあって、すべての人は生かされる(下 コリント人への第一の手紙 15:22) |

### その後の歴史

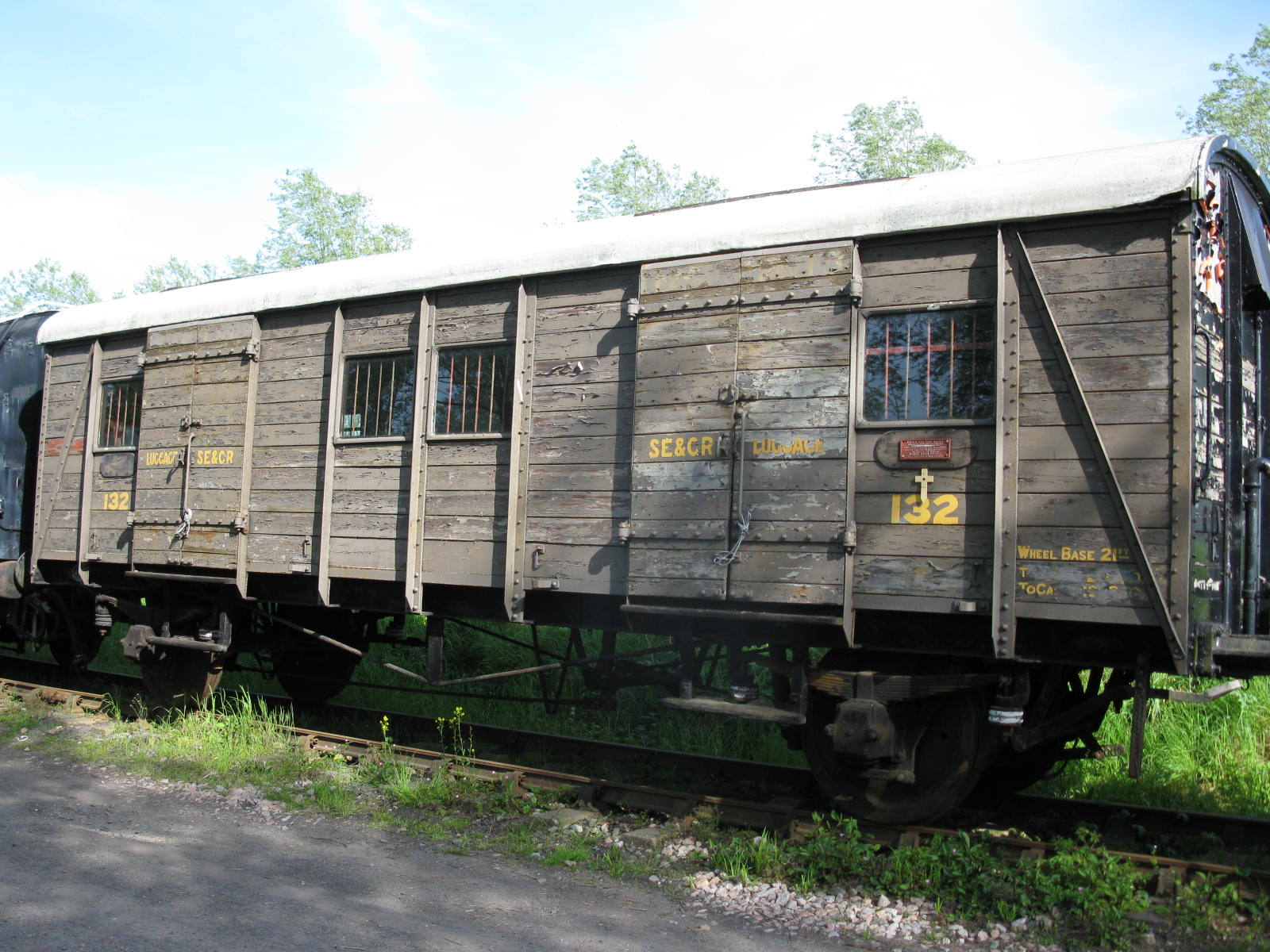
2010年に修復される前の「無名戦士」の遺体を運んだ貨車

埋葬から1年後の1921年10月17日、この無名戦士はジョン・パーシング将軍の手からアメリカ軍最高の武勲勲章である名誉勲章を授与された。1921年11月11日には、アメリカの無名戦士にヴィクトリア十字章が授与された。
1923年4月26日にエリザベス・ボーズ＝ライアンがヨーク公アルバート（後の国王ジョージ6世）と結婚式をあげた時、彼女はウェストミンスター寺院で無名戦士の墓にブーケを捧げた。 1915年にルーの戦いで戦死した兄のファーガス（その名はルー・メモリアルにも行方不明者として記されていたが、2012年には新たな墓石がヴェルメルズの採石場に建立された）への敬意を表しての献花だった。  現在では寺院で結婚した王室の花嫁は挙式翌日、墓にブーケを供える様になり、公式の結婚式の写真はすべて撮影されている。また、ヨーク公アルバート王子とエリザベス・ボーズ＝ライアンの結婚式のために特別な赤絨毯で覆われなかった唯一の墓でもある。
2002年に没する前、エリザベス王太后は無名戦士の墓に彼女の花輪を置くことを希望した。王太后の葬儀翌日、娘のエリザベス2世女王が花輪を置いた。

イギリスの無名戦士は100名の最も偉大な英国人の世論調査で76位となった。慈善団体であるLMS＝パトリオット・プロジェクトは、「無名戦士」の名を冠した新しい蒸気機関車を作っている。この新しい機関車は、新しいナショナル・メモリアル・エンジンとしてイギリス在郷軍人協会によって承認されている。この機関車を作るための公募が2008年に開始された。無名戦士号は、休戦100周年の1年遅れの2019年1月までに完成する予定であった。

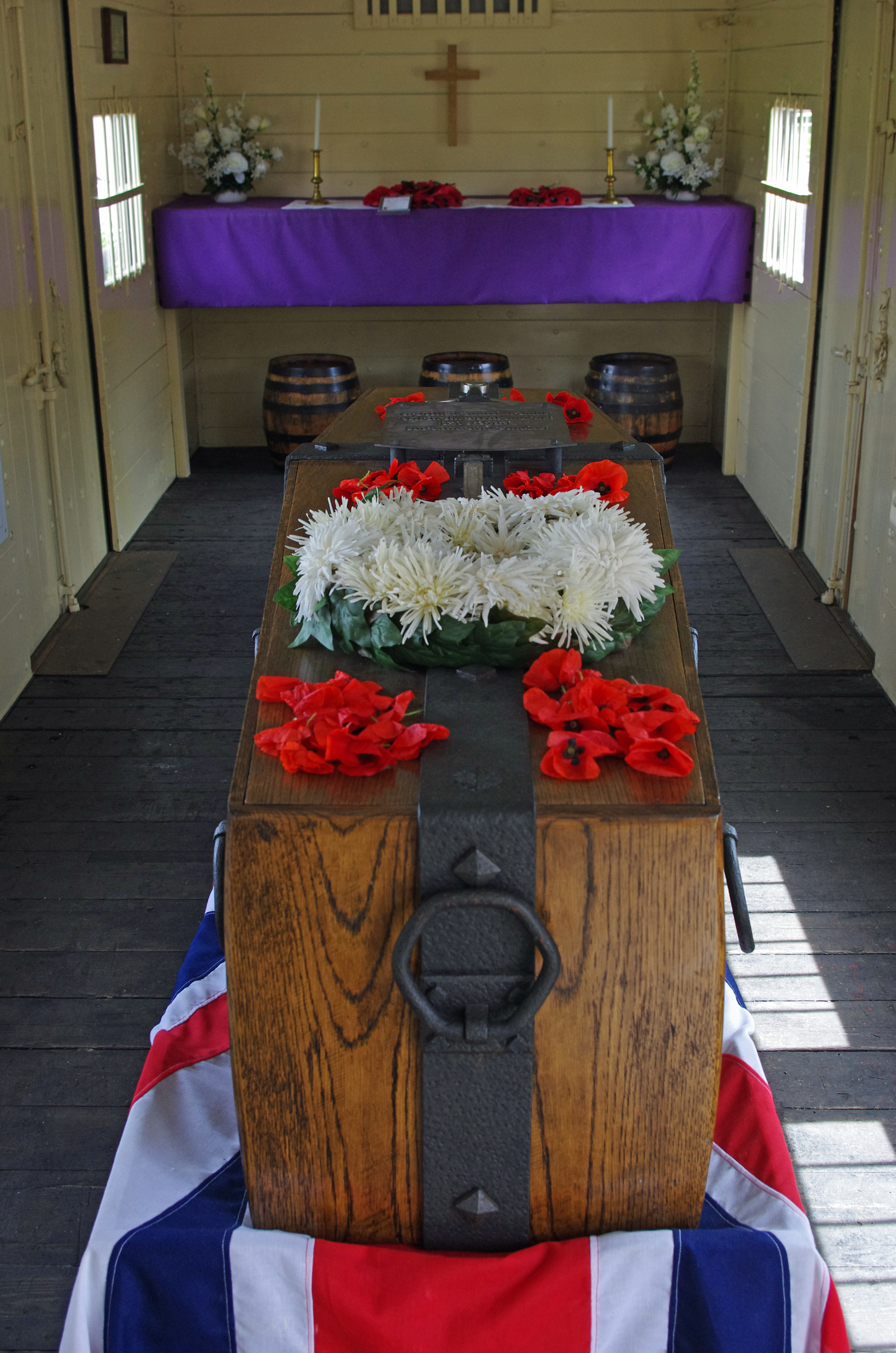
無名戦士の棺の複製; キャヴェル・バン ボディアム

70か国以上の国家元首が無名戦士を追悼して花輪を捧げている。
無名戦士の埋葬から100周年の当日、チャールズ皇太子（のちの国王チャールズ3世）、ボリス・ジョンソン首相が出席した記念式典がウェストミンスター寺院で行われ、BBCによって全国に向けて生中継された。桂冠詩人のサイモン・アーミテージが書き下ろしの詩「The Bed」を朗読した。エリザベス2世女王も墓に献花した。

## 関連の記念物
1920年以降、無名戦士のために3つの関連する記念碑が建立されている。
- 無名戦士が選定されたサン・ポル[22]。
- 無名戦士が上陸したクルーズターミナルのドーバー港[23]
- ロンドン・ヴィクトリア駅、無名戦士が11月11日に埋葬される前に安置された場所[24]。

## 関連文献
- The Story of the British Unknown Warrior, M. Gavaghan